# Awantura o Basię (film 1995)
Awantura o Basię – polski film z 1995 roku, zrealizowany na podstawie powieści Kornela Makuszyńskiego pod tym samym tytułem.
Wraz z wersją filmową wyprodukowano też miniserial telewizyjny pod tym samym tytułem.

## Treść
Piętnastoletnia Basia dowiaduje się, że państwo Olszowscy, którzy od dziecka ją wychowują, nie są jej prawdziwymi rodzicami. Dziewczyna pragnie dowiedzieć się, w jaki sposób trafiła do przybranej rodziny. Rozpoczyna poszukiwania.

## Obsada
- Paulina Tworzyańska – Basia Bzowska
- Agata Marciniak – Basia Bzowska (jako dziecko)
- Maria Kaniewska – babcia Tańska
- Hanna Śleszyńska – Marcysia
- Anna Seniuk – doktorowa Budzisz
- Piotr Fronczewski – wujek Olszowski
- Gustaw Holoubek – profesor Somer
- Radosław Pazura – aktor
- Krzysztof Kowalewski – nauczyciel Geografii
- Katarzyna Miernicka - matka Basi
- Olgierd Łukaszewicz – ojciec Basi
- Jerzy Zelnik – Gaston Dumauriac
- Kazimierz Kaczor – doktor
- Stanisława Celińska – Czerwony Kapelusz
- Hanna Stankówna – Zielony Kapelusz
- Dorota Chotecka-Pazura – aktorka
- Anna Powierza – Kicia
- Maria Gładkowska – Stanisława Olszańska
- Igor Śmiałowski – profesor Mendelsohn
- Nina Roguż – koleżanka Basi
- Jerzy Moes – aktor
- Marek Cichucki – Michaś, służący Olszowskiego
- Barbara Babilińska – bufetowa w Mławie
- Jan Jankowski – aktor Szot
- Małgorzata Rożniatowska – Walentowa
- Halina Winiarska – gospodyni nad morzem
- Sławomir Pacek – wnuczek babuni
- Jarema Stępowski – portier w teatrze
- Lech Ordon – dyrektor teatru
- Ireneusz Dydliński
- Wojciech Kobiałko